# Alec Baldwin
Alexander Rae Baldwin III (* 3. dubna 1958 Amityville, New York), známý jako Alec Baldwin, je americký herec, bývalý manžel herečky Kim Basingerové.
Pochází ze šesti dětí, všichni jeho bratři, Daniel, William a Stephen jsou také herci.
Jeho kariéra odstartovala v letech 1980 až 1982 v televizním seriálu, mýdlové opeře The Doctors. Poté do roku 1987 hrál pouze v řadě dalších televizních seriálů. Hrál často charakterní hezouny a sympaťáky, kterými se zapsal do povědomí nejširšího televizního publika. První větší a výraznější role ve filmu se dostavila v roce 1988 ve snímku Manželské etudy a v témže roce i úspěšná komedie Beetlejuice.
Následovala řada dalších snímků z nichž nejvýznamnější byl film Smolař (2003), což byla role za níž byl nominován jak na Zlatý glóbus tak i na Oscara. Na Zlatý glóbus byl nominován i za televizní snímky Norimberk, Norimberský proces (2000), Cesta do války (2002).
Alec Baldwin je vegan. Baldwin se přátelil s miliardářem Jeffrey Epsteinem.
Dne 22. října 2021 došlo k nehodě, když měl zahrát scénu se zbraní ve westernu Rust. O tom, že zbraň je ve skutečnosti nabitá, nikdo nevěděl, a tak Alec Baldwin omylem zastřelil hlavní kameramanku filmu Halynu Hutchinsonovou a zranil režiséra Joela Souzu. Baldwin byl v případu obžalován z trestného činu neúmyslného zabití. Soud však v červenci 2024 žalobu vůči Baldwinovi zamítl.

## Filmografie

### Film
| Rok  | Název                                                   | Role                                    | Poznámky                 |
| ---- | ------------------------------------------------------- | --------------------------------------- | ------------------------ |
| 1987 | Forever, Lulu                                           | Buck                                    |                          |
| 1988 | Manželské etudy                                         | Davis McDonald                          |                          |
| 1988 | Beetlejuice                                             | Adam Maitland                           |                          |
| 1988 | Manželství s mafií                                      | Frank de Marco                          |                          |
| 1988 | Podnikavá dívka                                         | Mick Dugan                              |                          |
| 1988 | Noční talk show                                         | Dan                                     |                          |
| 1989 | Great Balls of Fire!                                    | Jimmy Swaggart                          |                          |
| 1989 | Tong Tana                                               | vypravěč                                | dokument                 |
| 1990 | Hon na ponorku                                          | Jack Ryan                               |                          |
| 1990 | Miami Blues                                             | Frederick J. Frenger Jr.                |                          |
| 1990 | Alice                                                   | Ed                                      |                          |
| 1991 | Muž na ženění                                           | Charley Pearl                           |                          |
| 1992 | Předehra k polibku                                      | Peter Hoskins                           |                          |
| 1992 | Konkurenti                                              | Blake                                   |                          |
| 1993 | V moci posedlosti                                       | Dr. Jed Hill                            |                          |
| 1994 | Útěk do Mexika                                          | Carter 'Doc' McCoy                      |                          |
| 1994 | Muž stínu                                               | Lamont Cranston / Stín                  |                          |
| 1995 | Poslední čtvrťák                                        | vypravěč                                |                          |
| 1996 | Wild Bill: Hollywood Maverick                           | vypravěč                                | dokument                 |
| 1996 | Porotce                                                 | Mark Cordell / učitel                   |                          |
| 1996 | Nebeští vězni                                           | Dave Robicheaux                         | také výkonný producent   |
| 1996 | Looking for Richard                                     | Clarence                                | dokument                 |
| 1996 | Duch minulosti                                          | Bobby DeLaughter                        |                          |
| 1997 | Na ostří nože                                           | Robert Green                            |                          |
| 1998 | Špinavý kšefty                                          | Mackin                                  |                          |
| 1998 | Mercury                                                 | Nicholas Kudrow                         |                          |
| 1999 | Zákon pomsty                                            | Roy Bleakie                             | také producent           |
| 1999 | Notting Hill                                            | Jeff King                               |                          |
| 1999 | Hurá na to!                                             | stařík Dunphy                           |                          |
| 1999 | Scout's Honor                                           | Todd Fitter                             | krátkometrážní film      |
| 2000 | The Acting Class                                        | sám sebe                                |                          |
| 2000 | Thomas and the Magic Railroad                           | stavař                                  |                          |
| 2000 | Velké trable malého města                               | Bob Barrenger                           | také výkonný producent   |
| 2001 | Pearl Harbor                                            | James Doolittle                         |                          |
| 2001 | Jako kočky a psi                                        | Butch (hlas)                            |                          |
| 2001 | Final Fantasy: Esence života                            | kapitán Gray Edwards (hlas)             |                          |
| 2001 | Taková zvláštní rodinka                                 | vypravěč (hlas)                         |                          |
| 2002 | Pluto Nash                                              | Michael Zoroaster Marucci               |                          |
| 2003 | Smolař                                                  | Sheldon "Shelly" Kaplow                 |                          |
| 2003 | Broadway: The Golden Age, by the Legends Who Were There | sám sebe                                | dokument                 |
| 2003 | Kocour                                                  | Lawrence "Larry" Quinn                  | rodinná fantasy komedie  |
| 2003 | Zkratky ke štěstí                                       | Jabez Stone                             | také režisér a producent |
| 2003 | Walking with Cavemen                                    | vypravěč (hlas)                         | dokument                 |
| 2003 | Brighter Days                                           | sám sebe                                | krátkometrážní film      |
| 2004 | Riskni to s Polly                                       | Stan Indursky                           |                          |
| 2004 | Poslední výstřel                                        | Joe Devine                              |                          |
| 2004 | Letec                                                   | Juan Trippe                             |                          |
| 2004 | Spongebob v kalhotách: Film                             | Dennis (hlas)                           |                          |
| 2005 | Elizabethtown                                           | Phil DeVoss                             |                          |
| 2005 | Finty Dicka a Jane                                      | Jack McCallister                        |                          |
| 2006 | Úkladná vražda                                          | Martin Tennan                           |                          |
| 2006 | Skrytá identita                                         | kapitán George Ellerby                  |                          |
| 2006 | Hlava nehlava                                           | Norman Burroughs                        |                          |
| 2006 | Kauza CIA                                               | Sam Murach                              |                          |
| 2007 | Holka z předměstí                                       | Archie Knox                             |                          |
| 2007 | Zákony Brooklynu                                        | Caesar Manganaro                        |                          |
| 2008 | Kamarádova holka                                        | profesor Turner                         |                          |
| 2008 | Madagaskar 2: Útěk do Afriky                            | Makunga (hlas)                          |                          |
| 2008 | Journey to the Edge of the Universe                     | vypravěč (hlas)                         | dokument                 |
| 2008 | Lymelife                                                | Mickey Bartlett                         | také producent           |
| 2009 | Je to i můj život                                       | Campbell Alexander                      |                          |
| 2009 | Nějak se to komplikuje                                  | Jacob Adler                             |                          |
| 2011 | Fracek                                                  | Beau                                    |                          |
| 2012 | Rock of Ages                                            | Dennis Dupree                           |                          |
| 2012 | Do Říma s láskou                                        | John                                    |                          |
| 2012 | Legendární parta                                        | Nicholas St. North / Santa Claus (hlas) |                          |
| 2013 | Jasmíniny slzy                                          | Harold "Hal" Francis                    |                          |
| 2013 | Seduced and Abandoned                                   | sám sebe                                | dokument, také producent |
| 2014 | Torrente V: Misión Eurovegas                            | John Marshall                           |                          |
| 2014 | Pořád jsem to já                                        | Dr. John Howland                        |                          |
| 2015 | Aloha                                                   | General Dixon                           |                          |
| 2015 | Mission: Impossible – Národ grázlů                      | Alan Hunley                             |                          |
| 2015 | Diagnóza: Šampión                                       | Dr. Julian Balies                       |                          |
| 2016 | Back in the Day                                         | Gino Fratelli                           |                          |
| 2016 | Andròn – The Black Labyrinth                            | Adam                                    |                          |
| 2016 | Paříž počká                                             | Michael                                 |                          |
| 2016 | Slepý                                                   | Bill Oakland                            | také výkonný producent   |
| 2016 | Pravidla neplatí                                        | Robert Maheu                            |                          |
| 2017 | Mimi šéf                                                | mimi šéf (hlas)                         |                          |
| 2017 | The Private Life of a Modern Woman                      | detektiv McCutcheon                     |                          |
| 2018 | The Public                                              | detektiv Bill Ramstead                  |                          |
| 2018 | BlacKkKlansman                                          | Dr. Kennebrew Beaureguard               |                          |
| 2018 | Mission: Impossible – Fallout                           | Alan Hunley                             |                          |
| 2018 | Zrodila se hvězda                                       | sám sebe                                |                          |
| 2019 | Rodiče na tahu                                          | Frank Teagarten                         |                          |
| 2019 | Temná tvář Brooklynu                                    | Moses Randolph                          |                          |
| 2019 | Before You Know It                                      | Peter                                   |                          |
| 2019 | Framing John DeLorean                                   | John DeLorean                           | dokument                 |
| 2019 | Sněžná mela                                             | PB (hlas)                               |                          |
| 2020 | Lamborghini – The Legend                                | Enzo Ferrari                            |                          |
| 2021 | Mimi šéf: Rodinný podnik                                | mimi šéf (hlas)                         |                          |

### Televize
| Rok             | Název                                     | Role                              | Poznámky                                            |
| --------------- | ----------------------------------------- | --------------------------------- | --------------------------------------------------- |
| 1980–1982       | The Doctors                               | Billy Allison Aldrich             | hlavní role                                         |
| 1983            | Cutter to Houston                         | Dr. Hal Wexler                    | 9 dílů                                              |
| 1984            | Sladká pomsta                             | starosta Alex Breen               | TV film                                             |
| 1984–1985       | Knots Landing                             | Joshua Rush                       | 40 dílů                                             |
| 1985            | Hotel                                     | Dennis Medford                    | díl: „Distortions“                                  |
| 1985            | Love on the Run                           | Sean Carpenter                    | TV film                                             |
| 1986            | Vražda v uniformě                         | Rysam 'Ry' Slaight                | TV film                                             |
| 1987            | Alamo: Třináct dní ke slávě               | William B. Travis                 | TV film                                             |
| 1990–2017       | Saturday Night Live                       | sám sebe/moderátor                | 17 dílů                                             |
| 1993            | The Larry Sanders Show                    | sám sebe                          | díl: „The List“                                     |
| 1995            | Tramvaj do stanice Touha                  | Stanley Kowalski                  | TV film                                             |
| 1998, 2005      | Simpsonovi                                | sám sebe / Dr. Caleb Thorn (hlas) | 2 díly                                              |
| 1998–2003       | Lokomotiva Tomáš                          | vypravěč (hlas)                   | 73 dílů                                             |
| 1999            | Storytime with Thomas                     | vypravěč (hlas)                   | 2 díly                                              |
| 2000            | Norimberk                                 | Robert H. Jackson                 | TV film, také výkonný producent                     |
| 2000–2001       | Clerks                                    | Leonardo Leonardo (hlas)          | 6 dílů                                              |
| 2002            | Přátelé                                   | Parker                            | 2 díly                                              |
| 2002            | Cesta do války                            | Robert McNamara                   | TV film                                             |
| 2003            | Putování s pravěkými lidmi                | vypravěč (hlas)                   | 4 díly                                              |
| 2003            | Druhá přirozenost                         | Paul Kane                         | TV film                                             |
| 2003            | Dreams & Giants                           | sám sebe/moderátor                | TV speciál                                          |
| 2004            | Johnny Bravo                              | sám sebe (hlas)                   | díl: „Johnny Bravo Goes to Hollywood“               |
| 2004            | Kouzelní kmotříčci                        | dospělý Timmy Turner (hlas)       | díl: „Channel Chasers“                              |
| 2004            | Plastická chirurgie s. r. o.              | Dr. Barret Moore                  | díl: „Joan Rivers“                                  |
| 2004            | Las Vegas: Kasino                         | Jack Keller                       | 2 díly                                              |
| 2005, 2018–2019 | Will a Grace                              | Malcolm Widmark                   | 10 dílů                                             |
| 2006            | Great Performances                        | Luther Billis                     | díl: „South Pacific' in Concert from Carnegie Hall“ |
| 2006–2013       | Studio 30 Rock                            | Jack Donaghy                      | 138 dílů, také producent                            |
| 2006–2008, 2012 | America's Game: The Super Bowl Champions  | vypravěč (hlas)                   | 11 dílů                                             |
| 2008            | Journey to the Edge of the Universe       | vypravěč (hlas)                   | dokument                                            |
| 2009–2011, 2017 | The Essentials                            | sám sebe/moderátor                |                                                     |
| 2010            | Oscar                                     | sám sebe/moderátor                | TV speciál                                          |
| 2011            | Frozen Planet                             | vypravěč (hlas)                   | TV speciál                                          |
| 2012            | 1st Annual NFL Honors                     | sám sebe/moderátor                | TV speciál                                          |
| 2013            | 2nd Annual NFL Honors                     | sám sebe/moderátor                | TV speciál                                          |
| 2013            | Up Late with Alec Baldwin                 | sám sebe/moderátor                | 5 dílů                                              |
| 2014            | 3rd Annual NFL Honors                     | sám sebe/moderátor                | TV speciál                                          |
| 2014            | Zákon a pořádek: Útvar pro zvláštní oběti | Jimmie MacArthur                  | díl: „Kriminální historky“                          |
| 2015–2016       | The Jim Gaffigan Show                     | sám sebe                          | 2 díly                                              |
| 2016–dosud      | Match Game                                | sám sebe/moderátor                |                                                     |
| 2016–dosud      | Saturday Night Live                       | Donald Trump                      | 21 dílů                                             |
| 2017            | Julie's Greenroom                         | sám sebe                          | 2 díly                                              |
| 2017            | Nightcap                                  | sám sebe                          | díl: „Match Game“                                   |
| 2018            | American Experience                       | Theodore Roosevelt                | díl: „Into The Amazon“                              |
| 2018            | The Looming Tower                         | George Tenet                      | 5 dílů                                              |
| 2018            | The Alec Baldwin Show                     | sám sebe/moderátor                | 8 dílů                                              |
| 2019            | Comedy Central Roast                      | sám sebe                          | TV speciál                                          |